# Marco Porcio Latrón
Marco Porcio Latrón (en latín, Marcus Porcius Latro; 58-4 a. C.) fue un rétor hispanorromano, el más importante de su época.

## Biografía
Miembro de la gens Porcia y nacido en Tarraco (Tarragona) o, según otros, en Corduba (Córdoba), fue, según las Controversias de Séneca el Rétor, quien trazó su semblanza, un gran trabajador y capaz de improvisar sobre cualquier tema apoyándose en una serie de lugares comunes, a que recurría en un momento dado. Muy joven aún, en 40 a. C., y quizá siguiendo a Séneca el Rétor, marchó a Roma, donde alrededor del año 30 a. C. abrió una escuela de declamación a la que acudieron Ovidio, Floro, Fulvio Esparso, Abronio Silón... Lo admiraron sus contemporáneos y le amaron sus discípulos. Quintiliano le apellidó Primus clari nomines professor, y Plinio el Viejo Clarus inter magistros dicendi. El mismo Plinio afirma que le tenían tal adoración sus discípulos que, hasta por imitar la palidez de su semblante, bebían el carminum silvestre.
En 17 a. C. declamó ante Augusto y Agripa. Su estilo era vehemente, conciso y austero. Latrón viajó mucho, volvió en varias ocasiones a Hispania y, según San Jerónimo, "exasperado por unas pertinaces cuartanas que padecía, se quitó la vida en el año 3, a los cincuenta y cinco años de edad".
Se conservan fragmentos de él en las Controversias y en las Suasorias de Séneca el Rétor. Pero estima la crítica que son apócrifas las Declamationes que se le atribuyen y que da como auténticas José Amador de los Ríos.